# 후석 승객 알림
후석 승객 알림(Rear Occupant Alert)은 차량 내 사람이 남겨진 채로 도어가 닫히면 경고해주는 기술이다.

## 장점
후석 승객 알림(Rear Occupant Alert)은 차량 내부에 장착된 초음파 센서로 2열 승객의 움직임을 감지해 운전자에게 경고를 보내는 기술로, 무심코 아이나 반려동물을 두고 내릴 때 일어날 수 있는 사고를 예방할 수 있다.